# Ваду-Лат
Ваду-Лат (рум. Vadu Lat) — село у повіті Джурджу в Румунії. Входить до складу комуни Букшань.
Село розташоване на відстані 35 км на захід від Бухареста, 54 км на північний захід від Джурджу, 148 км на схід від Крайови, 145 км на південь від Брашова.

## Населення
За даними перепису населення 2002 року у селі проживали 840 осіб, з них 839 осіб (99,9%) румунів. Усі жителі села рідною мовою назвали румунську.